# لگو ایندیانا جونز ۲: ماجراجویی ادامه دارد
«لگو ایندیانا جونز ۲: ماجراجویی ادامه دارد» (انگلیسی: Lego Indiana Jones 2: The Adventure Continues) یک بازی ویدئویی در سبک بازی اکشن-ماجراجویی است که توسط لوکاس‌آرتز و در سال ۲۰۰۹ و در پلت‌فرم‌های نینتندو دی‌اس، وی، اکس‌باکس ۳۶۰، پلی‌استیشن ۳، مایکروسافت ویندوز، پلی‌استیشن همراه و مک‌اواس منتشر شده‌است.